# Tiago Iorc
Tiago Iorc, pseudonimo di Thiago Iorczeski (Brasilia, 28 novembre 1985), è un cantautore brasiliano.

## Biografia
Di origini polacche, è salito al grande pubblico con la pubblicazione del quarto album in studio Troco likes, promosso dalla relativa tournée nazionale, che ha prodotto il singolo Amei te ver, classificatosi all'interno della Hot 100 brasiliana, e che ha generato due nomination ai Latin Grammy e una candidatura sia al Prêmio Multishow de Música Brasileira che agli MTV Europe Music Awards.
Il disco dal vivo Troco likes ao vivo ha trionfato come miglior album pop contemporaneo in lingua portoghese ai Latin Grammy 2017. Trevo, realizzata con Ana Caetano del duo musicale Anavitória, ha invece ricevuto il Latin Grammy alla miglior canzone in lingua portoghese. Nello stesso anno Iorc è divenuto mentore a X Factor Brasil, mentre a fine 2018 ha lasciato l'etichetta Som Livre per lavorare con l'Universal, rendendo disponibile l'album Reconstrução. Il disco, certificato oro dalla Pro-Música Brasil per le oltre 40 000 unità equivalenti, include la traccia omonima, che al principale premio musicale latino ha ottenuto una statuetta e la candidatura come canzone dell'anno.
Nel 2020 ha abbandonato l'Universal per entrare a far parte della Sony Entertainment Brasil, mettendo in commercio il singolo Você pra sempre em mim.

## Discografia

### Album in studio
- 2008 – Let Yourself In
- 2011 – Umbilical
- 2013 – Zeski
- 2015 – Troco likes
- 2019 – Reconstrução
- 2022 – Daramô
- 2024 – Antes que o mundo acabe

### Album dal vivo
- 2016 – Troco likes ao vivo
- 2019 – Acústico MTV Tiago Iorc

### Singoli
- 2014 – Sorte (con Deeplick)
- 2015 – Dia especial
- 2015 – Até aqui (con Duca Leindecker)
- 2015 – What a Wonderful World
- 2015 – Coisa linda
- 2016 – Amei te ver
- 2016 – Sigo de volta
- 2016 – Bang
- 2017 – Tempo perdido
- 2017 – Mais bonito não há (con Milton Nascimento)
- 2019 – Pode se achegar (con Agnes Nunes)
- 2020 – Tangerina (Remix) (con Duda Beat)
- 2020 – Você pra sempre em mim
- 2021 – Masculinidade
- 2021 – Eu gosto tanto dela
- 2022 – Ciumeira
- 2023 – Todas as flores
- 2023 – Zangadinha (con Ludmilla)
- 2023 – Durar (uma vida com você) (con Laura Pausini)
- 2024 – Bésame, esqueça-me (con Julia Mestre)
- 2024 – Na ausência de ti (In assenza di te) (con Anitta)
- 2025 – Quédate otra vez (Amei te ver) (con Kany García)
- 2025 – Delírio (con Arthur Hanlon)